# Louis Montlaur
Louis Alexandre Montlaur, né le 23 mars 1903 à Mazamet (Tarn) et mort le 11 août 1973 à Montpellier (Hérault), est un ingénieur aéronautique français.